# Diocèse de Tlaxcala
Le diocèse de Tlaxcala (en latin : en latin : Dioecesis Tlaxcalensis ; en espagnol : Diócesis de Tlaxcala) est un diocèse de l'Église catholique du Mexique, suffragant de l'archidiocèse de Puebla de los Ángeles. Il est à noter que cet archidiocèse portait le nom de diocèse de Tlaxcala de 1525 à 1903.

## Territoire

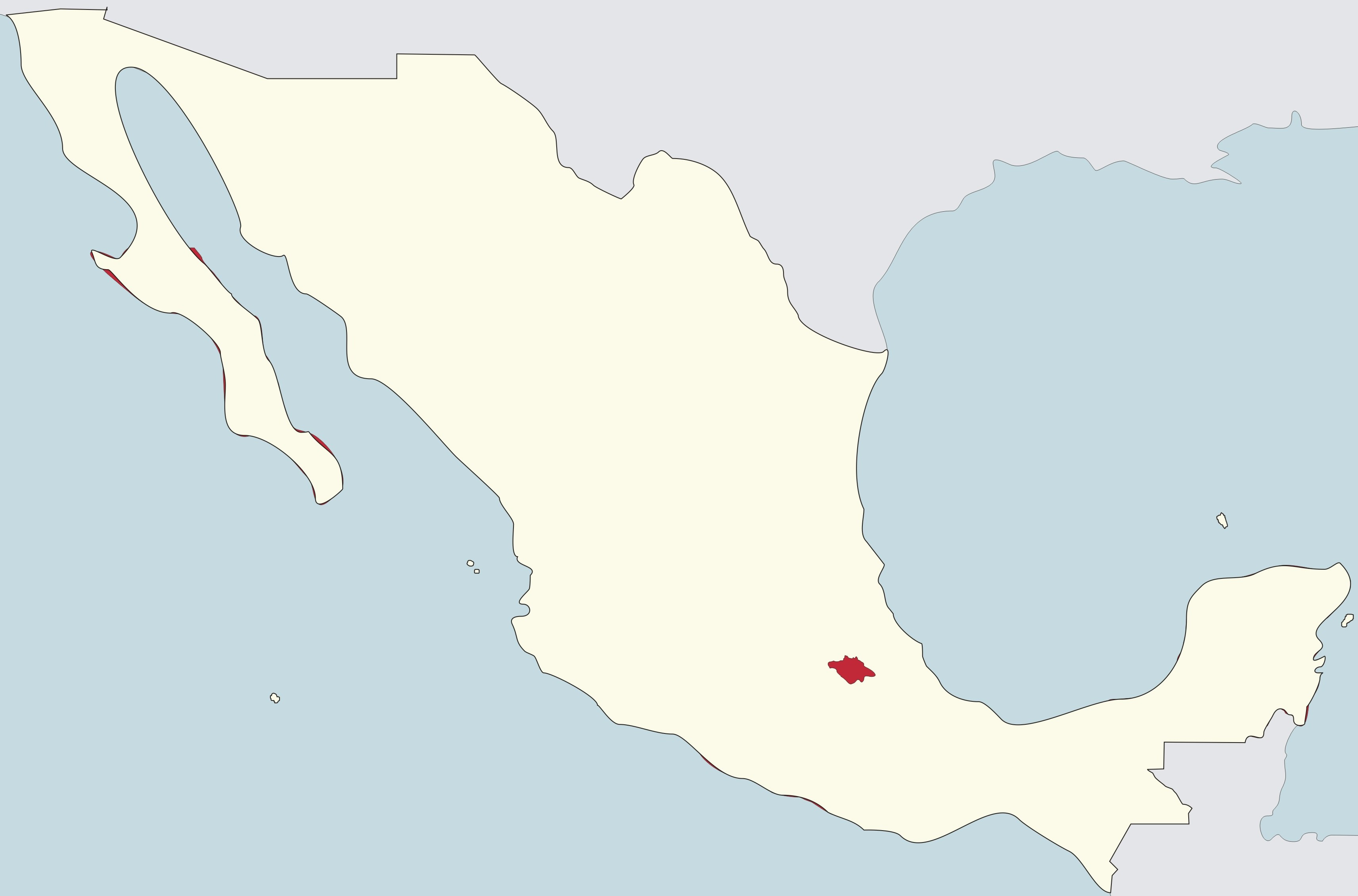
Diocèse de Tlaxcala en rouge sur la carte du Mexique

Il comprend l'État de Tlaxcala ce qui représente un territoire d'une superficie de 4 060 km2 divisé en 82 paroisses. Le siège épiscopal est dans la ville de Tlaxcala où se trouve la cathédrale Notre-Dame-de-l'Assomption (es) inscrite au patrimoine mondial,. Le couvent d'Atlihuetzia (es) est un sanctuaire dédié aux martyrs de Tlaxcala.
Le diocèse possède trois basiliques : Notre-Dame-de-la-Charité à Huamantla; Notre-Dame d'Ocotlán (es), qui serait apparue en 1541 à un indien et qui est la patronne du diocèse; Notre-Dame de la Miséricorde (es) à Apizaco qui conserve une copie de la Vierge de Rimini, dont l'image aurait pleuré en 1850. Le tableau d'Apizaco est peint par Francisco Morales (es) à la demande du prêtre Pedro Castelli, témoin du phénomène de Rimini. L'œuvre reste dans la cathédrale de Puebla jusqu'en 1875, année où elle est donnée à l'église d'Apizaco.

## Historique
Le diocèse est érigé le 23 mai 1959 par la constitution apostolique Christianorum gregem du pape Jean XXIII en prenant une partie des territoires des archidiocèses de Mexico et Puebla de los Ángeles. Tlaxcala devient suffragant de ce dernier.

## Évêques
- Luis Munive Escobar (13 juin 1959 - 10 février 2001)
- Jacinto Guerrero Torres (10 février 2001 - 27 décembre 2006)
- Francisco Moreno Barrón (28 mars 2008 - 16 juin 2016), nommé archevêque de Tijuana
- Julio César Salcedo Aquino, M.J, depuis le 15 juin 2017